# Zajączkówko
Zajączkówko (niem. Neu Sanskow) – wieś w Polsce, położona w województwie zachodniopomorskim, w powiecie świdwińskim, w gminie Połczyn-Zdrój.
W latach 1954–1957 wieś należała i była siedzibą władz gromady Zajączkówko, po jej zniesieniu w gromadzie Połczyn-Zdrój. W latach 1975–1998 wieś administracyjnie należała do województwa koszalińskiego.